# Cantonul Vif
Cantonul Vif este un canton din arondismentul Grenoble, departamentul Isère, regiunea Rhône-Alpes, Franța.

## Comune
- Claix
- Le Gua
- Le Pont-de-Claix
- Saint-Paul-de-Varces
- Varces-Allières-et-Risset
- Vif (reședință)